# GPR176
GPR176, G protein-spregnuti receptor 176, je protein koji je kod čoveka kodiran GPR176 genom.

## Literatura
1. ↑  Hata S, Emi Y, Iyanagi T, Osumi T (1995). „cDNA cloning of a putative G protein-coupled receptor from brain”. Biochim Biophys Acta. 1261 (1): 121—5. PMID 7893747.
2. ↑  „Entrez Gene: GPR176 G protein-coupled receptor 176”.

## Dodatna literatura
- Strausberg RL; Feingold EA; Grouse LH;  . (2003). „Generation and initial analysis of more than 15,000 full-length human and mouse cDNA sequences.”. Proc. Natl. Acad. Sci. U.S.A. 99 (26): 16899—903. PMC 139241 . PMID 12477932. doi:10.1073/pnas.242603899.
- Gerhard DS; Wagner L; Feingold EA;  . (2004). „The status, quality, and expansion of the NIH full-length cDNA project: the Mammalian Gene Collection (MGC).”. Genome Res. 14 (10B): 2121—7. PMC 528928 . PMID 15489334. doi:10.1101/gr.2596504.